# Polsingen
Polsingen – miejscowość i gmina w Niemczech, w kraju związkowym Bawaria, w rejencji Środkowa Frankonia, w regionie Westmittelfranken, w powiecie Weißenburg-Gunzenhausen. Leży około 21 km na południowy zachód od Weißenburg in Bayern, nad rzeką Rohrach.

## Dzielnice
W skład gminy wchodzą następujące dzielnice: Döckingen, Polsingen, Trendel i Ursheim.